# Andrena barbilabris
Andrena barbilabris ist eine Sandbiene aus der Familie Andrenidae. Sie ist eine solitäre, nestbauende Biene, die in Deutschland von Ende März/Anfang April bis Ende Juni/Anfang Juli fliegt. Auf Deutsch wird sie manchmal „Bärtige Sandbiene“ oder „Schwimmende Sandbiene“ genannt.

## Merkmale
Andrena barbilabris ist eine mittelgroße Sandbiene, die Weibchen sind ca. 11 bis 12 mm lang, die Männchen ca. 10 bis 11 mm. Die Weibchen haben fuchsrote Behaarung am Thorax, das Abdomen ist schwarz und ziemlich glänzend, mit schwachen weißen Endbinden an den Tergiten. Das Gesicht ist hell behaart. Sie sind den Weibchen von Andrena argentata sehr ähnlich, die Schienenbürste ist etwas bräunlicher und die Andrena barbilabris-Bienen sind etwas größer. Die Männchen haben eine helle Behaarung an den Seiten des Thorax und haben ebenso wie bei Andrena argentata einen silbrigen Gesamteindruck. 

## Verbreitung und Lebensraum
Andrena barbilabris ist holarktisch verbreitet. Sie kommt von Nordspanien über ganz Europa über den Kaukasus bis zur Pazifikküste im Fernen Osten vor. Im Norden kommt sie bis Irland, Nordschottland und Skandinavien (sogar über den Polarkreis hinweg) vor. Nach Süden ist sie bis Sizilien, den Peloponnes und die türkische Ägäisküste zu finden. In Nordamerika kommt die Art von Alaska bis zur Südgrenze der USA vor.

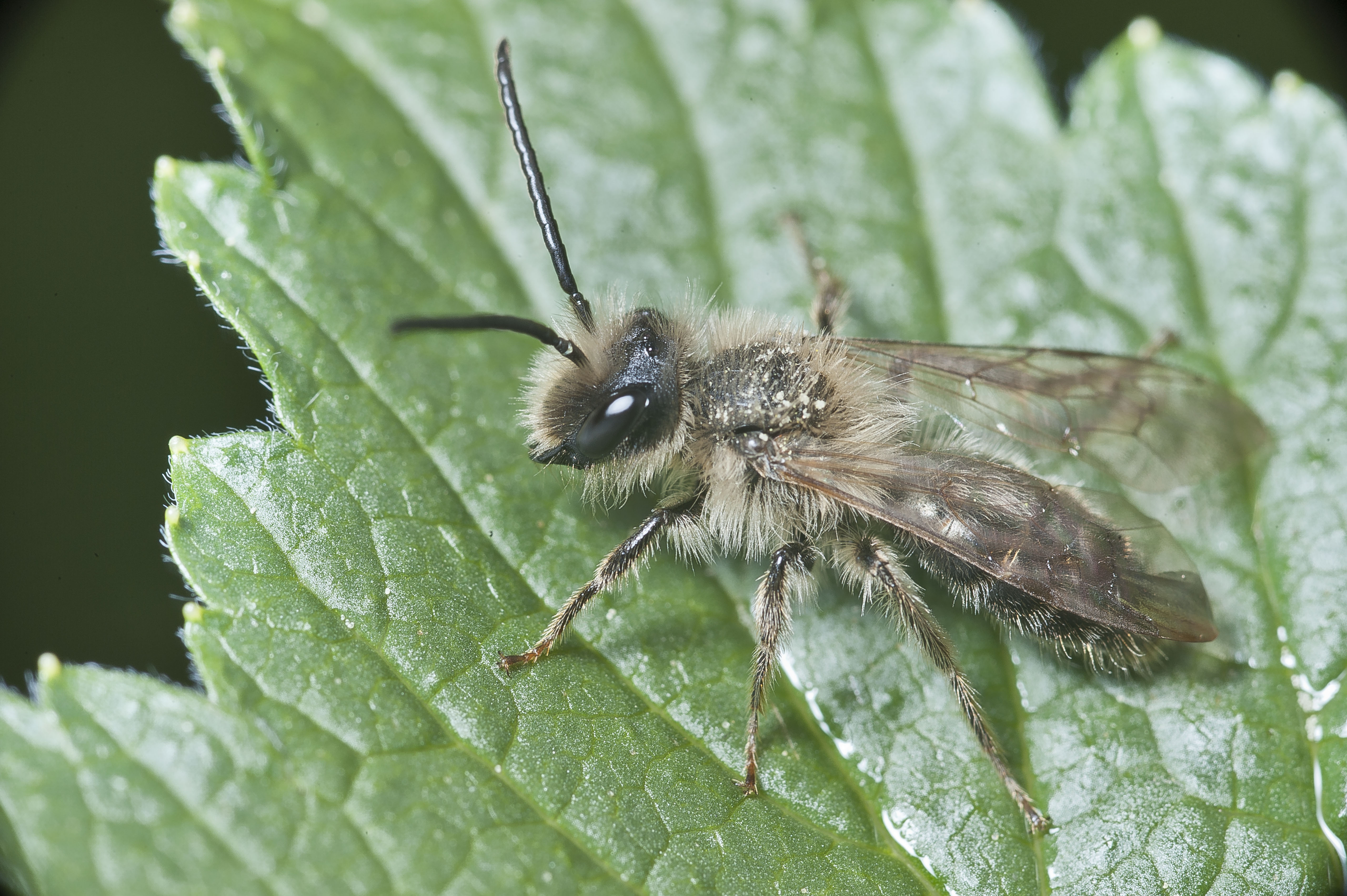
Andrena barbilabris, Männchen

In Deutschland, Österreich und der Schweiz kommt Andrena barbilabris in allen Regionen in Sandgebieten vor, ist aber oft nur selten. Nördlich der Mittelgebirge ist die Art häufiger als im Süden. Die Art kommt in Sand- und Kiesgruben vor sowie an Waldsäumen und Ruderalflächen.

## Lebensweise
Die Männchen von Andrena barbilabris schlüpfen einige Tage früher als die Weibchen und suchen dann nach paarungsbereiten Weibchen. Sie fliegen dabei in Schwarmbahnen im Gebiet der Nester und dringen auch in Nester ein, wenn sie welche finden. Die Nester befinden sich an schütter bewachsenen Stellen, vorzugsweise an horizontalen oder schwach geneigten sandigen Flächen, oft in kleineren oder größeren Aggregationen. Manchmal sind die Nester auch zwischen Pflastersteinen in sandigen Gebieten.
Kopulationen finden vorzugsweise am Vormittag statt, die Weibchen kopulieren vermutlich nur ein Mal, weitere Kopulationsversuche wehren sie ab. Wenn die Weibchen in ihr Nest heimkehren, tauchen sie mit schwimmenden Bewegungen in den Sand ein. Obwohl der Nesteingang im lockeren Sand nicht zu erkennen ist, finden ihn die Weibchen sehr schnell. Bei unsicherem Wetter sind die Weibchen oft knapp unter der Oberfläche im Sand und warten auf Sonne. Ein ähnliches Verhalten ist auch bei Andrena argentata bekannt.
Die Weibchen sammeln für ihre Brut Pollen von insgesamt 13 verschiedenen Pflanzenfamilien, sind also polylektisch. Insgesamt versorgt ein Weibchen in seiner Lebenszeit zwei bis drei Nester mit jeweils zwei bis drei Zellen. Um eine Brutzelle zu verproviantieren, kann sie zwei Tage brauchen. Die Überwinterung erfolgt als Imago.
Es ist nicht klar, ob diese Art zwei manchmal auch Generationen im Jahr hat. Zwei Generationen sind aus den Niederlanden gemeldet. Es wurde auch vermutet, dass es eine zweite (morphologisch nicht unterscheidbare) Art geben könnte.
Parasiten: Die Wespenbienen Nomada alboguttata und N. baccata, sowie die Blutbienen Sphecodes reticulatus und Sphecodes pellucidus parasitieren als Kuckucksbienen bei Andrena barbilabris. Auch Fächerflügler können die Art parasitieren.

## Systematik
Andrena barbilabris gehört zur Untergattung Leucandrena, die holarktisch verbreitet ist, und zu der in Mitteleuropa auch Andrena argentata und Andrena parviceps (u. a. in Frankreich, Schweiz, Italien) gehören.
Auf der Halbinsel Kamtschatka wurde eine eigene Unterart, Andrena barbilabris malaisei, beschrieben, deren Berechtigung jedoch nicht klar ist.